# Joseph Hunaerts
Fernand Rigaux, född 1912 i Bryssel, död 19 mars 1979, var en belgisk astronom.
Minor Planet Center listar honom som upptäckare av 2 asteroider.

## Asteroid upptäckt av Joseph Hunaerts
| 1423 Jose   | 28 augusti 1936 |
| 1637 Swings | 28 augusti 1936 |